# Kean (Dumas)
Pour les articles homonymes, voir Kean.
Kean, ou Désordre et Génie est une pièce de théâtre en cinq actes et six tableaux d'Alexandre Dumas, créée le 31 août 1836 au théâtre des Variétés, avec Frédérick Lemaître dans le rôle-titre. Elle s'inspire de la vie du comédien britannique Edmund Kean (1787-1833).
Une version révisée a été réalisée par Jean-Paul Sartre en 1953.

## Distribution de la création
- Frédérick Lemaître : Kean
- Georgina : Ketty
- Jean-Baptiste Bressant : le prince de Galles

## Autour de la pièce
- La pièce de Dumas a été adaptée plusieurs fois au cinéma et à la télévision, notamment :
  - 1910 : Kean, film danois de Holger Rasmussen ;
  - 1921 : Kean, film allemand de Rudolf Biebrach ;
  - 1924 : Kean, ou Désordre et Génie, film français de Alexandre Volkoff ;
  - 1940 : Kean, film italien de Guido Brignone ;
  - 1956 : Kean, film italien de Vittorio Gassman et Francesco Rosi (version Sartre) ;
  - 1995 : Kean, téléfilm tchèque de Zdeněk Zelenka.